# Drijen (Republika Serbska)
Drijen (cyr. Дријен) – wieś w Bośni i Hercegowinie, w Republice Serbskiej, w gminie Derventa. W 2013 roku liczyła 442 mieszkańców.